# Aresia ydatodes
Aresia ydatodes là một loài bướm đêm thuộc phân họ Arctiinae, họ Erebidae.